# Trompetas de Tutankamón

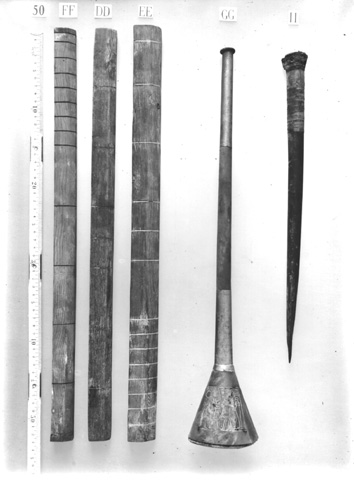
La trompeta de bronce/cobre fotografiada por Harry Burton poco después de su descubrimiento
Foto Burton. No. P0227, Carter No. 050gg, Museo Egipcio de El Cairo JE 62008; Exhib. 125

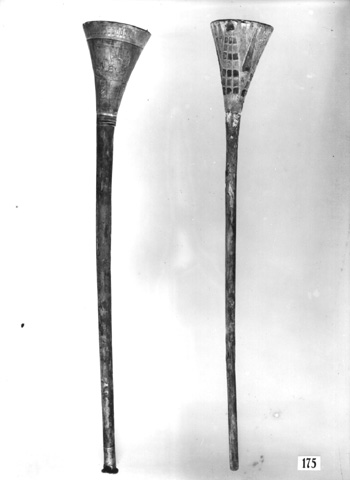
La trompeta de plata con su núcleo de madera (derecha)
Foto Burton. No. p0700,

Las trompetas de Tutankamón son un par de trompetas encontradas en la cámara funeraria del faraón de la dinastía XVIII Tutankamón. Las trompetas, una de plata esterlina y otra de bronce o cobre, se consideran las trompetas operativas más antiguas del mundo y los únicos ejemplos conocidos que se conservan del antiguo Egipto.
Las trompetas fueron encontradas en 1922 por Howard Carter durante la excavación de la tumba de Tutankamón. La trompeta de bronce se descubrió en la antecámara de la tumba, en un gran cofre que contenía varios objetos militares y bastones. La trompeta de plata se encontró posteriormente en la cámara funeraria. Ambas están finamente grabadas, con imágenes decorativas de los dioses Ra-Horakhty, Ptah y Amón. El timbre de la trompeta de plata lleva grabados un verticilo de sépalos y cálices que representan una flor de loto, y el praenomen y el nomen del rey. La trompeta de bronce puede ser, de hecho, de cobre; el metal aún no ha sido analizado. Unas trompetas de aspecto similar aparecen en las pinturas murales egipcias que suelen, aunque no siempre, estar asociadas a escenas militares.
Silenciosas durante más de 3000 años, las trompetas sonaron ante una audiencia en directo de unos 150 millones de oyentes a través de una emisión internacional de la BBC emitida el 16 de abril de 1939. Las trompetas fueron tocadas por un músico de banda, James Tappern, del 11º regimiento de Húsares Reales del Príncipe Alberto. La grabación fue presentada recientemente y puede escucharse en el programa Ghost Music de la BBC Radio 4. Rex Keating, que presentó la emisión de 1939, afirmó más tarde que, durante un ensayo, la trompeta de plata se hizo añicos, y que Alfred Lucas, miembro del equipo de Carter que había restaurado los hallazgos, estaba tan angustiado que tuvo que ir al hospital. Debido a su fragilidad, es poco probable que las trompetas vuelvan a sonar en alguna reconstrucción musical oficial.

## Dimensiones, fabricación y prestaciones
La trompeta de plata tiene una longitud de 22+1⁄2 pulgadas (57,2 cm), mientras que la trompeta de bronce/cobre es unas 3 pulgadas (7,6 cm) más corta. Sus tubos tienen un diámetro de aproximadamente 1⁄2 pulgadas (1,3 cm) en el extremo de la boca, que aumenta hasta aproximadamente 2,5 cm antes de ensancharse hasta 10,2 cm en el extremo. Los extremos de la boca están reforzados por anillos y son grandes para los estándares modernos, lo que habría hecho que las trompetas fueran difíciles de tocar; Tappern tuvo que añadir una boquilla moderna (con un embalaje para que encajara) antes de su actuación.
La trompeta de bronce fue examinada en detalle por Jeremy Montagu en la década de 1970. Consta de dos secciones. El cuerpo, ligeramente cónico, es de una lámina laminada de aleación de cobre de entre 0.2 y 0.25 mm de grosor. Ha sido soldada longitudinalmente con una "junta de meandro muy hábilmente soldada... alisada hasta un acabado perfecto", aunque es "ligeramente áspera" internamente, lo que indica que (como era de esperar en un instrumento ceremonial) la apariencia era de mayor valor que el rendimiento acústico. La campana es de un material diferente y más fino: una aleación de oro parecida al electro, de entre 0.1 y 0.13 mm de grosor. No tiene ninguna costura visible, probablemente "bruñida hasta que el oro simplemente fluye". El anillo de 3.25 mm de grosor que forma la boquilla probablemente también era de electro. El anillo no está aparentemente fijado al cuerpo, Montagu sospechaba que aunque era posible generar tres notas en el instrumento, la nota más alta no habría sonado; además de ser un esfuerzo para producirla, la construcción de la trompeta no podría haberla tolerado. La nota más grave no llega lejos, lo que llevó a Montagu a plantear la hipótesis de que sólo se utilizaba la nota central en un código de señalización rítmica.

## Afirmación de poderes mágicos
La trompeta de bronce se encontraba entre los objetos robados del Museo Egipcio de El Cairo durante los saqueos y revueltas egipcias de 2011, que volvieron misteriosamente al museo unas semanas después. Según Al-Ahram, tras su devolución, Hala Hassan, conservadora de la colección de Tutankamón en el Museo Egipcio, afirmó que tenía "poderes mágicos" y que "cada vez que alguien sopla en él se produce una guerra". Una semana antes de la revolución, durante un proceso de documentación y fotografía, uno de los empleados del museo había soplado en él y una semana después estalló la revolución. Lo mismo había ocurrido antes de la guerra de 1967 y antes de la guerra del golfo de 1991, cuando un estudiante estaba haciendo una investigación exhaustiva sobre la colección de Tutankamón".

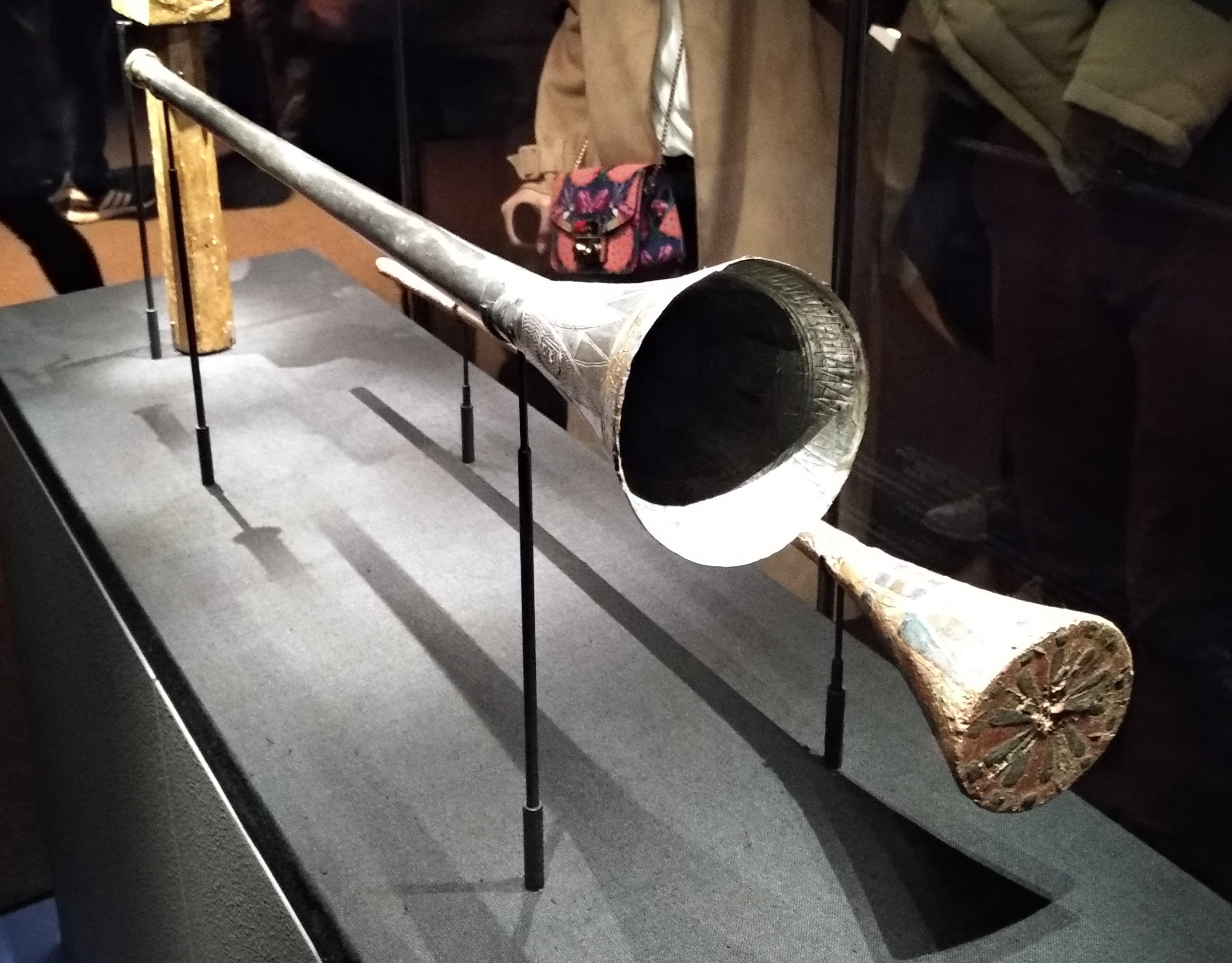
Trompeta plateada y dorada y su sordina de madera
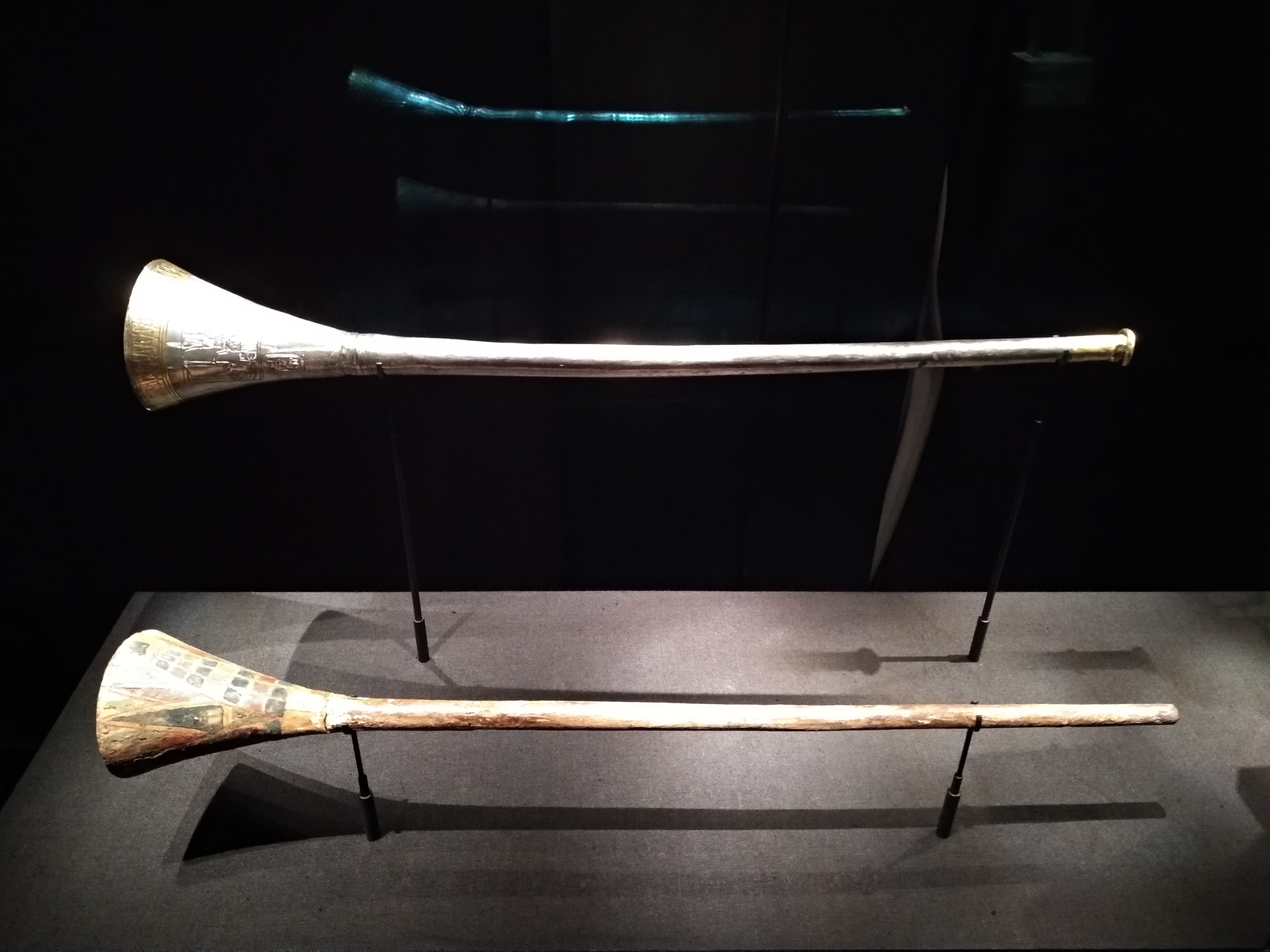
Los mismos objetos